# 마키오촌
마키오촌(槇尾村)은 미에현 스즈카군에 있던 촌이다. 현재의 가메야마시 중심부의 남방 스즈카강의 건너편 일대에 해당한다.

## 역사
- 1889년 4월 1일 - 정촌제 시행에 의해 스즈카군 마키오촌이 성립하였다.
- 1908년 4월 1일 - 구 가메야마정과 합병해 새로운 가메야마정이 성립하였다.

## 교통

### 도로
현재는 이세자동차도가 통과하지만 당시엔 미개통

## 참고문헌
- 角川日本地名大辞典 24 三重県